# Rhantaticus congestus
Rhantaticus congestus är en skalbaggsart som först beskrevs av Johann Christoph Friedrich Klug 1833.  Rhantaticus congestus ingår i släktet Rhantaticus och familjen dykare. Inga underarter finns listade i Catalogue of Life.

## Bildgalleri

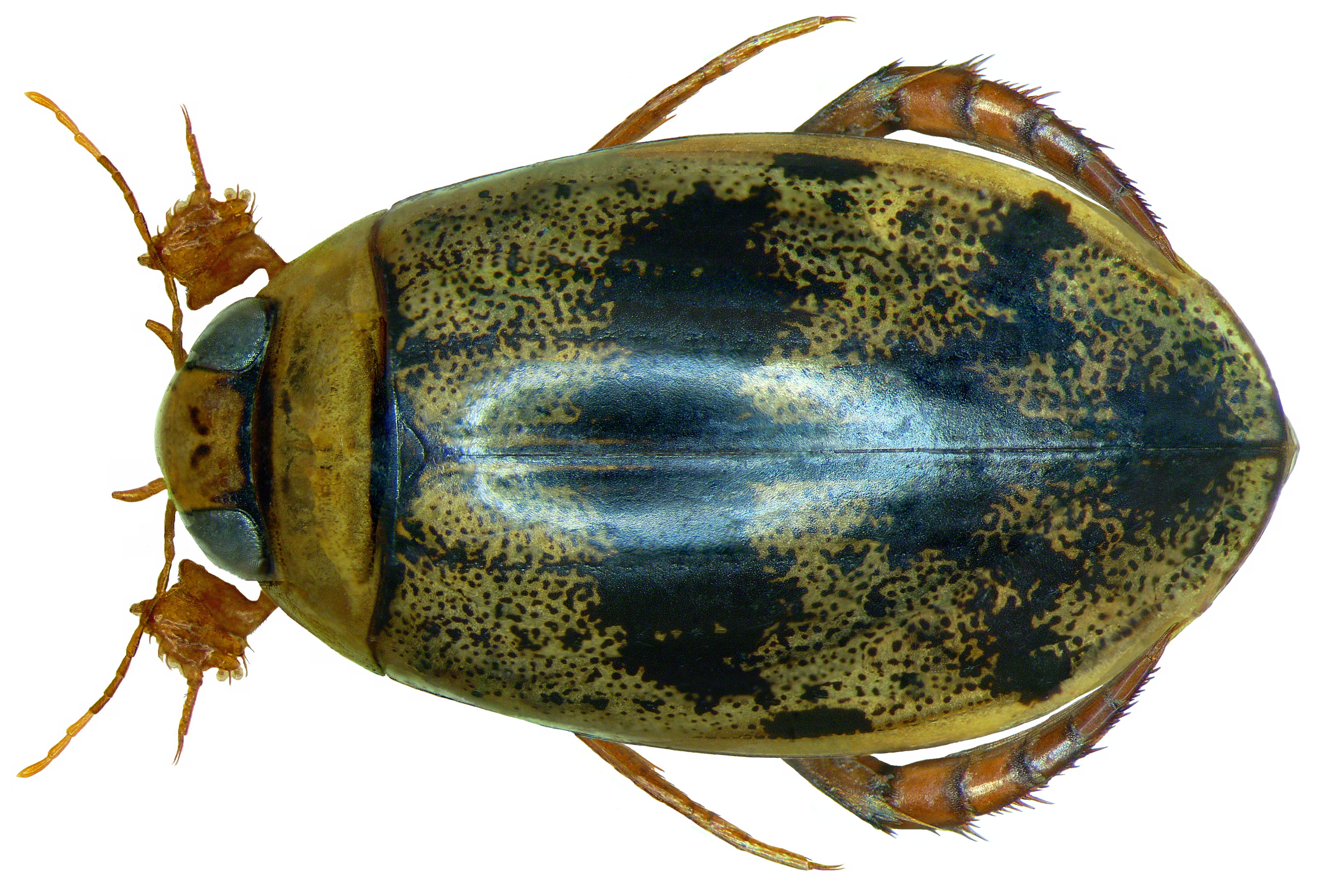